# Bašelj
Bašelj este o localitate din comuna Preddvor, Slovenia, cu o populație de 315 locuitori.